# Archidiecezja Agry
Archidiecezja Agry (łac. Archidioecesis Agraënsis, ang. Archdiocese of Agra) – rzymskokatolicka archidiecezja ze stolicą w Agrze w stanie Uttar Pradesh, w Indiach. Arcybiskupi Agry są również metropolitami metropolii o tej samej nazwie.

## Sufraganie
Sufraganiami archidiecezji Agry są diecezje:
- Ajmer
- Allahabad
- Bareilly
- Bijnor (obrządek syromalabarski)
- Gorakhpur (obrządek syromalabarski)
- Jaipur
- Jhansi
- Lucknow
- Meerut
- Udaipur
- Varanasi.

## Historia
17 maja 1784, za pontyfikatu papieża Piusa VI, erygowano misję sui iuris Hindustanu. Dotychczas wierni z tych terenów należeli do wikariatu apostolskiego Wielkich Mogołów (obecnie archidiecezja bombajska).
W 1820 misja sui iuris Hindustanu została wyniesiona do rangi wikariatu apostolskiego oraz przyjęła nazwę wikariat apostolski Tybetu – Hindustanu.
W 1834 odłączono północne tereny wikariatu, tworząc tam wikariat apostolski Sardhana. Terytorium to powróciło pod zarząd biskupów z Agry po likwidacji wikariatu apostolskiego Sardhany w 1870.
7 lutego 1845 zmieniono nazwę na wikariat apostolski Agry. W dniu tym wydzielono również wikariat apostolski Patna (obecnie archidiecezja Patna).
W 1880 wydzielono wikariat apostolski Pendżabu (obecnie archidiecezja Lahaur w Pakistanie).
1 września 1886 papież Leon XIII wyniósł wikariat apostolski Agry do rangi archidiecezji metropolitarnej.
Z archidiecezji Agra wydzieliły się:
- lipiec 1890 – misja sui iuris Rajputana (obecnie diecezja Ajmer)
- 13 września 1910 – archidiecezja Simla (obecnie archidiecezja Delhi)
- 12 stycznia 1940 – diecezja Lucknow
- 20 lutego 1956 – diecezja Meerut.

## Główne świątynie
- Archikatedra: Katedra Niepokalanego Poczęcia Najświętszej Maryi Panny w Agrze

## Ordynariusze

### Wikariusze apostolscy Tybetu – Hindustanu
- Zenobio Benucci OFMCap (1820 – 1824)
- Antonio Pezzoni OFMCap (1826 – 1841)

### Wikariusze apostolscy Agry
- Giuseppe Antonio Borghi OFMCap (1842 – 1849) następnie mianowany biskupem Cortony w Italii
- Gaetano Carli OFMCap (1849 – 1856)
- Ignazio Persico OFMCap[b] (1856 - 1860)
- Angelicus Bedenik OFMCap (1861 – 1866)
- Michelangelo Jacobi OFMCap (1868 – 1886)

### Arcybiskupi Agry
- Michelangelo Jacobi OFMCap (1886 – 1891)
- Emmanuel Alfonso van den Bosch OFMCap (1892 – 1897)
- Charles Joseph Gentili OFMCap (1898 – 1917)
- Angelo Raffaele Bernacchioni OFMCap (1917 – 1937)
- Evangelista Latino Enrico Vanni OFMCap (1937 – 1956)
- Dominic Romuald Basil Athaide OFMCap (1956 – 1982)
- Cecil DeSa (1983 – 1998)
- Vincent Conçessao (1998 – 2000) następnie mianowany arcybiskupem Delhi
- Oswald Gracias (2000 – 2006) następnie mianowany arcybiskupem Bombaju
- Albert D’Souza (2007 – 2020)
- Raphy Manjaly (od 2021)